# Molenberglaan 116 - 124

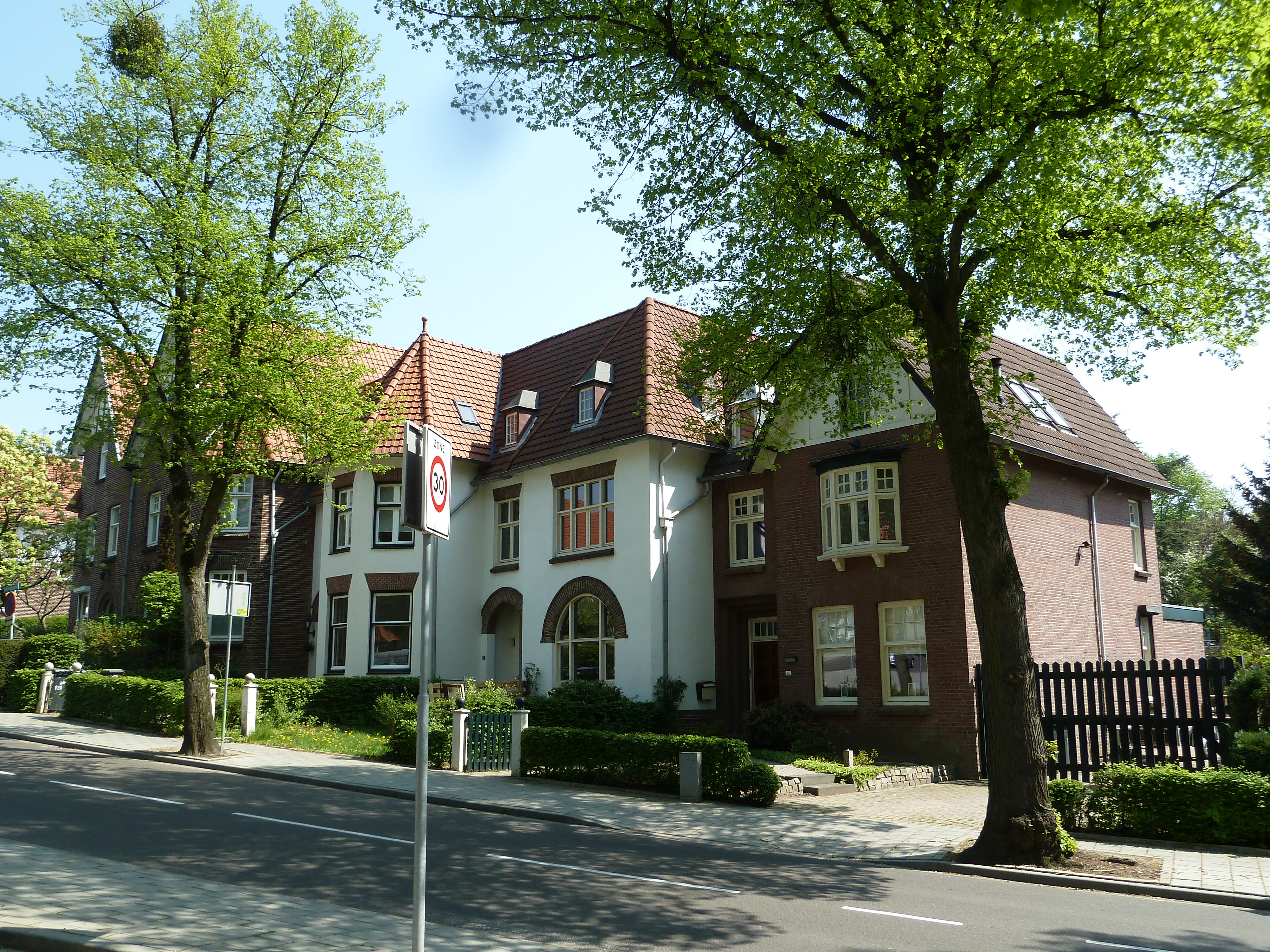
Overzicht Molenberglaan 116-124

Molenberglaan 116-124 is een rij van vijf aaneengesloten huizen in de wijk Molenberg in de Nederlandse stad Heerlen. De huizen werden in 1918 gebouwd in traditionalistische stijl naar ontwerp van architect Jan Stuyt en vormen sinds 1999 een rijksmonument.
Het huizenblok is gelegen in een bocht van de Molenberglaan. Binnen het geheel is de variatie van de huizen opvallend. Stuyt heeft gebruikgemaakt van verschillende bouwhoogten en gevelmaterialen, waarbij de hoogte van links naar rechts afneemt (deels veroorzaakt door een lichte hellingsgraad in het terrein) en ronde en puntige vormen elkaar afwisselen. De hogere panden op nummer 122 en 124 hebben een identieke, maar gespiegelde hoofdvorm, waarbij het hoogste deel van de puntgevels uit groen-wit geschilderd pleisterwerk met een houten vakwerkconstructie bestaat. De nummers 118 en 120 trekken met hun wit gepleisterde gevels de aandacht. Het linker huis heeft bovendien een grote erker, die bestaat uit een deel van een achthoek met een combinatie van een schild- en kegeldak. Kenmerkend is de 'Stuyt-bal' op de dakpunt. Nummer 116 sluit door het gecombineerde gebruik van baksteen met pleisterwerk en hout in de puntgevel aan bij de nummers 122 en 124. Bij dit pand zijn de originele Tuiles du Nord-dakpannen omstreeks 1995 vervangen door betonpannen. Ook de voordeur is niet meer origineel. De huizen hebben een logische indeling; iedere kamer is gunstig geplaatst qua bezonning en efficiënt gebruik.
Het huizenblok staat sinds 14 juli 1999 op de monumentenlijst van rijksmonumenten (nr. 512734). Samen met de naastgelegen twee-onder-een-kapwoning Molenberglaan 112-114, eveneens van Jan Stuyt en eveneens een rijksmonument (nr. 512733), vormt het een rijksmonumentaal ensemble, Molenberglaan 112-124 (nr. 512732). Alle zeven huizen zijn tevens onderdeel van een beschermd stads- en dorpsgezicht in de wijk Molenberg.

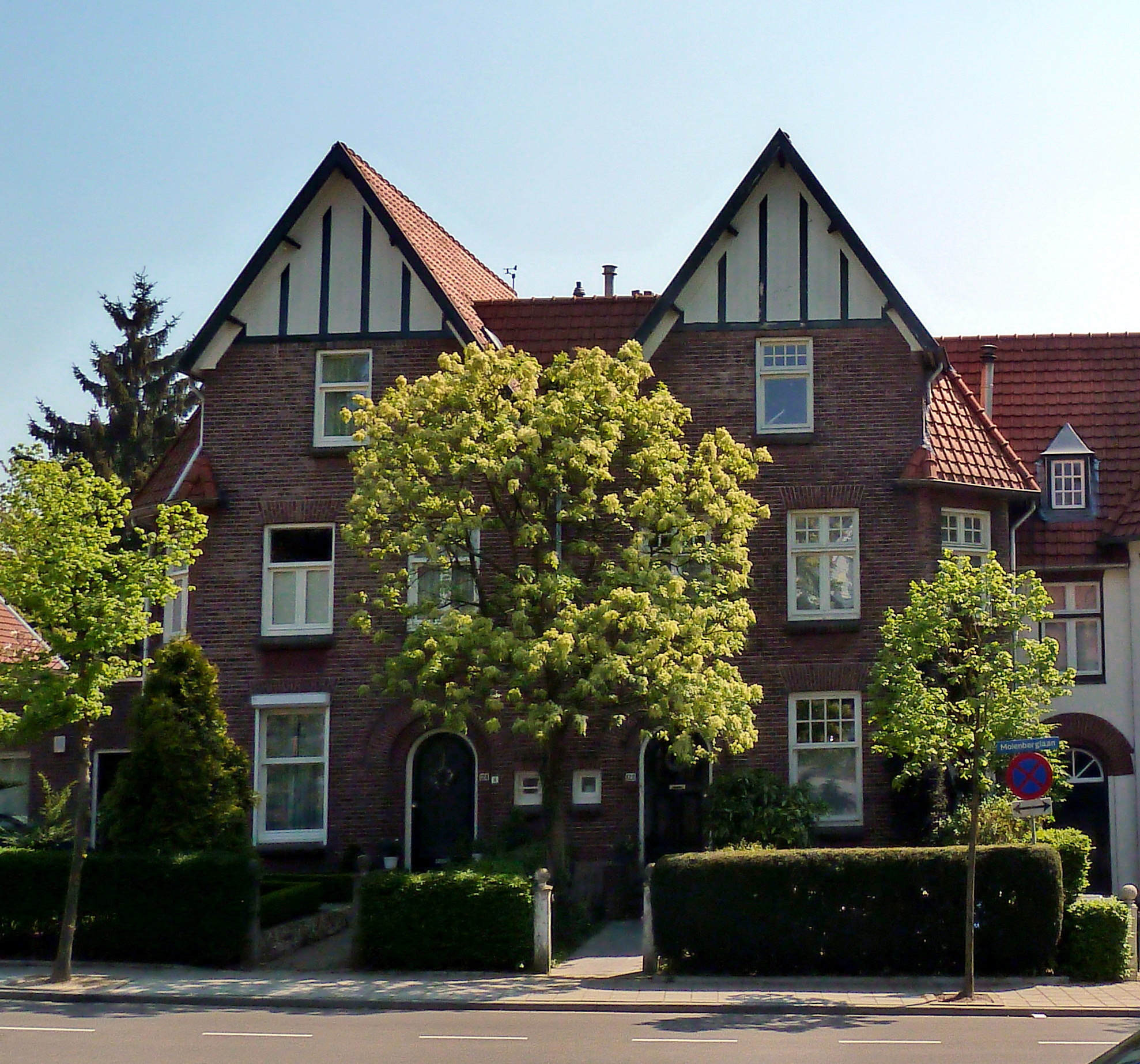
Molenberglaan 122-124
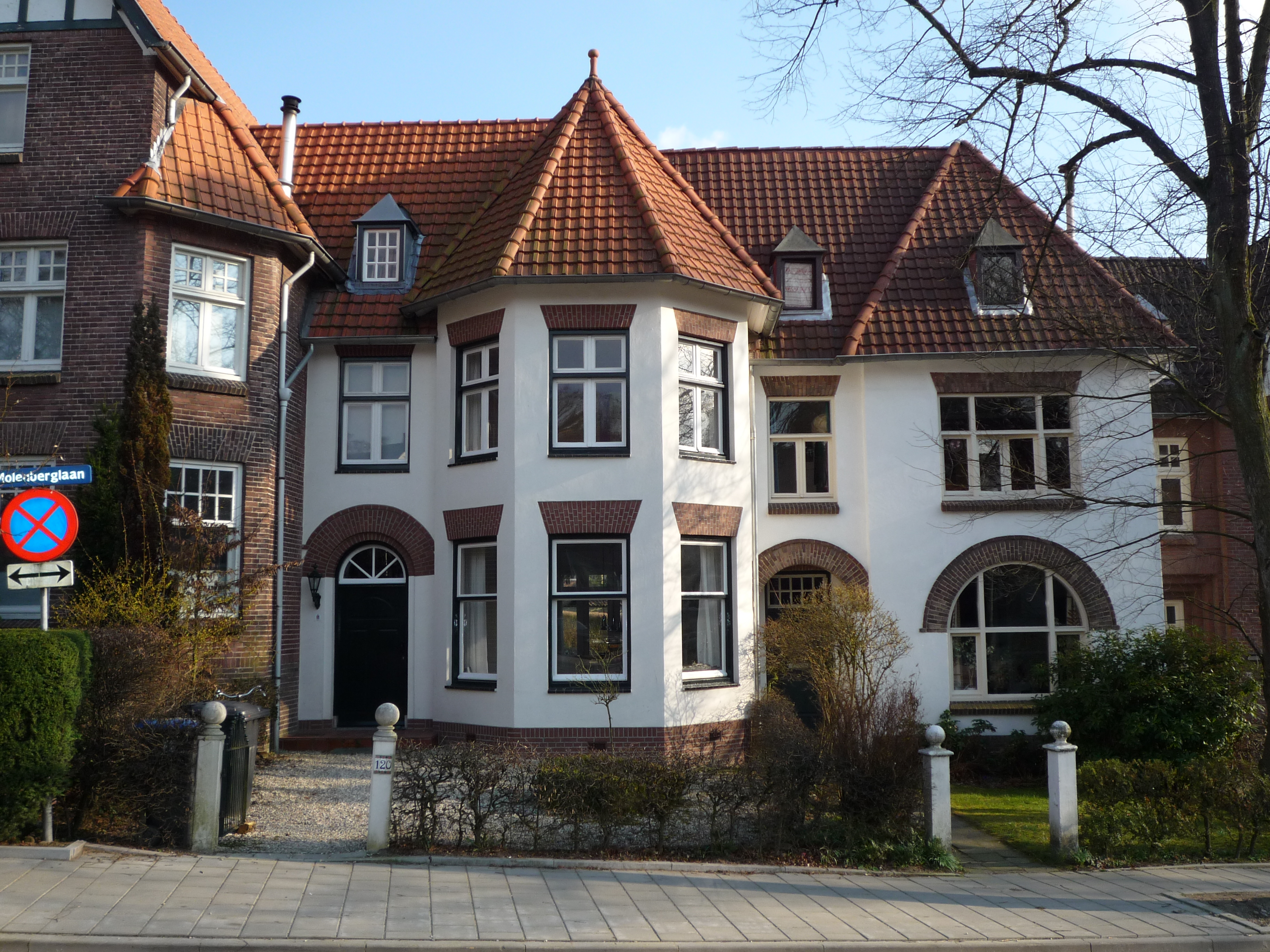
Molenberglaan 118-122
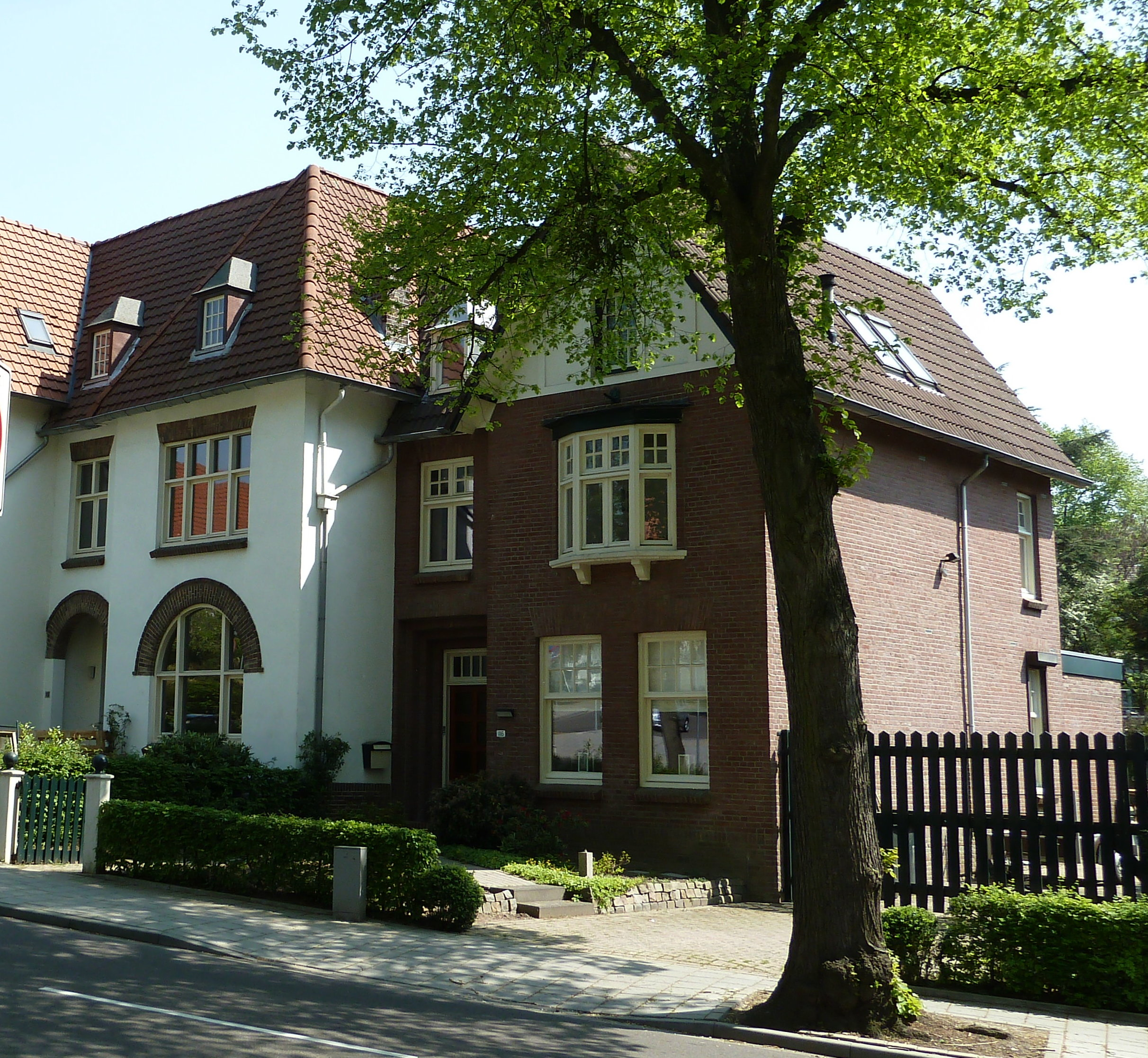
Molenberglaan 116-118
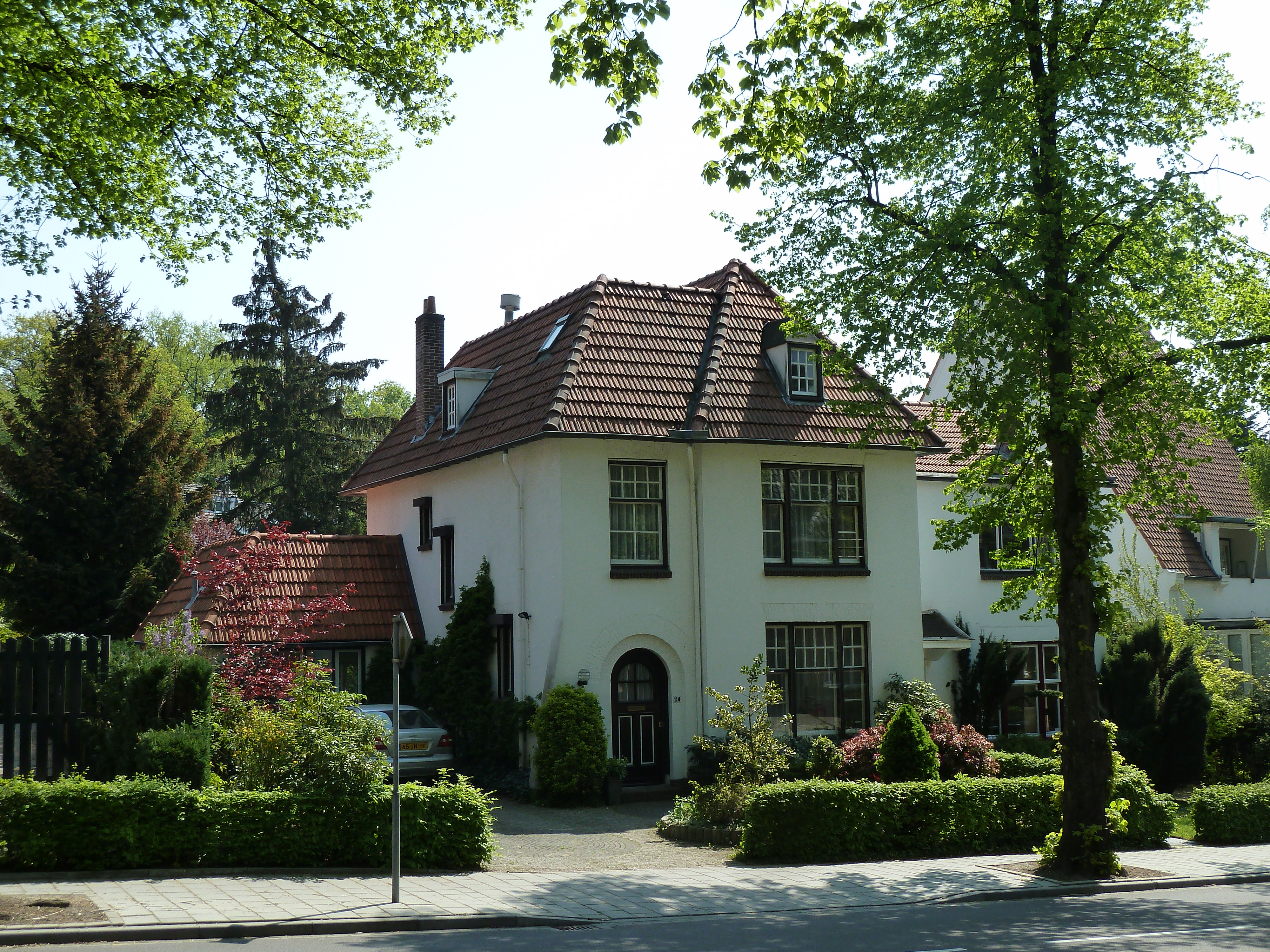
Molenberglaan 112-114